# Canton de Grenoble-6
Pour les articles homonymes, voir Canton de Grenoble.
Le canton de Grenoble-6 est un ancien canton français situé dans le département de l'Isère et la région Rhône-Alpes.

## Géographie
Ce canton était organisé autour de Grenoble dans l'arrondissement de Grenoble. Son altitude varie de 204 m (Grenoble) à 600 m (Grenoble) pour une altitude moyenne de 212 m.

## Histoire
Canton créé en 1985.

## Administration
| Période | Période | Identité        | Étiquette | Qualité                                                                          |
| ------- | ------- | --------------- | --------- | -------------------------------------------------------------------------------- |
| 1985    | 1998    | Annie Deschamps | PS        | Première adjointe au Maire de Grenoble                                           |
| 1998    | 2015    | Gisèle Perez    | PS        | Professeur Vice-Présidente du Conseil Général Conseillère municipale de Grenoble |

canton créé en 1985

## Composition
Le canton de Grenoble 6e Canton se composait d’une fraction de la commune de Grenoble. Il comptait 22 439 habitants (population municipale) au 1er janvier 2012.
| Nom                  | Code Insee | Intercommunalité         | Population (dernière pop. légale)                |
| -------------------- | ---------- | ------------------------ | ------------------------------------------------ |
| Grenoble (chef-lieu) | 38185      | Grenoble-Alpes Métropole | Fraction : 22 439(2012) Commune : 160 779 (2014) |

## Démographie
| 1990   | 1999   | 2006   | 2011   | 2012   |
| ------ | ------ | ------ | ------ | ------ |
| 25 485 | 23 601 | 23 799 | 22 777 | 22 439 |